# وینتسنبورگ
وینتسنبورگ (به آلمانی: Winzenburg) یک شهر در آلمان است که در Freden واقع شده‌است. وینتسنبورگ ۶۸۸ نفر جمعیت دارد.